# Pink Friday 2
Pink Friday 2 (с англ. — «Розовая пятница 2») — пятый студийный альбом американской хип-хоп-исполнительницы и певицы Ники Минаж, выпущенный 8 декабря 2023 года, в день рождения артистки. Над ним Минаж работала в течение 5 лет, с 2019 года. Альбом стал сиквелом её дебютной пластинки Pink Friday (2010).
В альбом были включены сингл-чарттопер Bilboard Hot 100 2022 года «Super Freaky Girl», а также синглы, выпущенные Минаж в 2023 году — «Red Ruby Da Sleeze» и «Last Time I Saw You». В поддержку альбома Минаж отправится в концертный тур «Pink Friday 2 World Tour», который стартует в Европе в мае 2024.

## Предыстория
В августе 2018 года, Ники Минаж выпустила свой четвёртый студийный альбом, Queen. Несмотря на положительный отклик от музыкальных критиков, альбом имел умеренный коммерческий успех, а сама рэп-исполнительница стала участницей нескольких скандалов, широко освещавшихся в прессе.
2 февраля 2019 года, Минаж выпустила фристайл «Barbie Goin' Bad», в тексте которого сделала намёк на то, что она уже начала работу над своим новым студийным альбомом. Она снова упомянула альбом на шоу Джимми Киммела, в июне того же года, подтвердив его существование, однако добавив, что у него ещё нет даты выпуска. В сентябре, в интервью Elle, рэп-исполнительница назвала альбом «дерзким, весёлым и непримиримым».
В сентябре 2019 года, Минаж заявила, что она заканчивает свою музыкальную карьеру. Тем не менее, позже она это опровергла и извинилась за свои слова. В октябре, артистка обручилась с Кеннетом Петти, а в июне 2020 года артистка сообщила, что ждёт своего первого ребёнка, которого она родила 30 сентября того же года.
Помимо достижений в личной жизни, Минаж также сопутствовал успех в музыкальной карьере. В 2020 году, артистка впервые в своей карьере возглавила Billboard Hot 100, сначала с ремиксом на сингл «Say So» Доджи Кэт, а позже с синглом «Trollz», коллаборацией с 6ix9ne. В августе 2022 года, она получила специальную награду Video Vanguard от телеканала MTV, за успехи в области создания видеоклипов.

### Анонс
5 июня 2023 года, Минаж анонсировала, что релиз альбома состоится 20 октября того же года. 29 июня она анонсировала, что альбом будет называться Pink Friday 2, в честь её дебютного альбома Pink Friday, и сообщила, что перенесла дату выхода на 17 ноября, заявив, что «оно того стоит». Ранее, Минаж намекала на это название 29 июня 2020 года, когда она выложила твит с инициалами PF2. 24 октября Минаж анонсировала, что выход альбома был перенесён на 8 декабря, в связи с задержкой изготовки винилов.

## Продвижение

### Синглы
В период 2022—23 года, Минаж выпустила множество синглов, некоторые из которых вошли в альбом. Сингл «Super Freaky Girl» был выпущен 12 августа 2022 года. После релиза, он побил множество рекордов. Так, он получил крупнейший дебют для сольной женской рэп-песни в истории сервиса Spotify, собрав более трёх миллионов стримов. Он также стал самым быстрым сольным женским рэп-синглом, набравшим 100 и 200 миллионов стримов на том же сервисе. Сингл достиг пятой строчки в Billboard Global 200, что является лучшим результатом в карьере Минаж, а также дебютировал с вершины хит-парада Hot 100, став первым прецедентом, когда сольный женский рэп-сингл дебютировал с вершины с 1998 года, когда такого же результата достигла Лорин Хилл с синглом «Doo Wop (That Thing)». Помимо США, сингл возглавил чарт Австралии и Новой Зеландии, а также вошёл в топ-10 хит-парадов Великобритании, Канады, Ирландии, Венгрии, Латвии и других стран. Видеоклип на сингл получил несколько номинаций на премии MTV Video Music Awards в 2023 году, в частности главную номинацию — «Видео года».
3 марта 2023 состоялась премьера сингла «Red Ruby Da Sleeze». Релиз достиг тринадцатой строчки в США.14 августа, Минаж выложила отрывок новой композиции «Last Time I Saw You» в свой Инстаграм. 25 августа, она открыла предзаказ и поделилась обложкой сингла, премьера которого состоялась 1 сентября.

### Выступления
12 сентября Минаж впервые исполнила «Last Time I Saw You» на церемонии вручения премии MTV Video Music Awards. В конце выступления, рэп-исполнительница исполнила отрывок песни «Big Difference», которая будет включена в альбом.

### Тур
В интервью Зейну Лоу, состоявшемся на фоне релиза сингла «Last Time I Saw You», исполнительница сообщила, что отправится в концертный тур в поддержку альбома, который состоится в первой половине 2024 года. Позже, стало известно, что «Pink Friday 2 World Tour» стартует в Европе в мае 2024 года.

## Отзывы и критика
| Совокупная оценка | Совокупная оценка |
| Источник          | Оценка            |
| ----------------- | ----------------- |
| Metacritic        | 76/100            |
| Оценки критиков   |                   |
| Источник          | Оценка            |
| Clash             | 8/10              |
| Evening Standard  | [ 44 ]            |
| The Guardian      | [ 45 ]            |
| The Independent   | [ 46 ]            |
| NME               | [ 47 ]            |
| Pitchfork         | 6.5/10            |

Альбом получил в целом положительные отзывы от музыкальных критиков. На сайте-агрегаторе Metacritic, средняя оценка альбома составила 76 баллов из ста возможных. Ник Левайн из NME поставил альбома четыре звезды из пяти, суммировав, что «Pink Friday 2 ощущается как слияние и эволюция всего, на что способна Минаж, включая отсылки к различным элементам поп-культуры, которые не придут в голову ни одному другому артисту». Робин Мюррей из Clash оценила альбом на восемь звёзд из пяти, заявив, что «Не загоняющийся, это альбом настоящих амбиций, пример, отражающий тенденции радовать фанатов настоящим артистичным ростом. Иногда сиквелы действительно лучше». Алексис Петридис из The Guardian оценил альбом в четыре звезды из пяти, подытожив: «Он, может, также неидеален, как и Pink Friday, но Pink Friday 2 даёт более чем достаточно доказательств, чтобы утверждения звучали как угодно, только не как пустое хвастовство».
В более смешанном обзоре, Надин Смит из The Independent отметила, что «Pink Friday 2 демонстрирует вспышки изобретательского таланта, которые сделали Ники неоспоримой суперзвездой, но, как и многие другие унаследованные сиквелы, он заставляет пожалеть, что вы не слушали оригинал». В статье для Pitchfork, Джулианна Эскобедо Шепард оценила альбом в 6.5 баллов из десяти, и назвала его «неоднозначным». Журналистка высказала мнение, что «несмотря на несколько неплохих рифм, композиция альбома быстро разваливается», а также раскритиковала количество и качество сэмплирования в альбоме.

## Список композиций
| №                   | Название                                              | Автор(ы) | Продюсер(ы)                                       | Длительность |
| ------------------- | ----------------------------------------------------- | --- | ------------------------------------------------- | ------------ |
| 1.                  | «Are You Gone Already»                                | Onika Maraj Finneas O'Connell | Finneas                                           | 4:30         |
| 2.                  | «Barbie Dangerous»                                    | Maraj Joshua Goods Kameron Cole Kendall Taylor Christopher Wallace Anthony Henderson Bryon McCane Steven Howse Sean Combs Steven Jordan       | Tate Kobang Hollywood Cole YG! Beats              | 2:12         |
| 3.                  | «FTCU»                                                | Maraj Juaquin Malphurs Joshua Luellen Jacob Canady                                                                                            | ATL Jacob                                         | 2:52         |
| 4.                  | «Beep Beep»                                           | Maraj Shane Lindstrom Gavin Valencia | Murda Beatz OJ Finessey                           | 1:35         |
| 5.                  | «Fallin 4 U»                                          | Maraj Canady Darryon Bunton | ATL Jacob DB!                                     | 3:50         |
| 6.                  | «Let Me Calm Down» (при участии J. Cole)              | Maraj Jermaine Cole Canady Derrick Miller Ofer Ishai                                                                                          | ATL Jacob Hendrix Smoke Kuji                      | 4:04         |
| 7.                  | «RNB» (при Участии Лила Уэйна и Tate Kobang)          | Maraj Dwayne Carter Goods Taylor Tomislav Ratešić                                                                                             | Kobang YG! Beats Dystinkt Beats                   | 3:04         |
| 8.                  | «Pink Birthday»                                       | Maraj Matthew Samuels Amir Sims Chase Lieberman Shubhkarman Pruthi Jacques Webster Leland Wayne Michael Dean Sonny Uwaezuoke Peter Mellin     | Boi-1da Fierce Apollo Parker 116                  | 2:08         |
| 9.                  | «Needle» (при участии Дрейка)                         | Maraj Aubrey Graham Samuels Johann Deterville Rahiem Hurlock                                                                                  | Boi-1da YogiTheProducer                           | 3:55         |
| 10.                 | «Cowgirl» (при участии Lourdiz)                       | Maraj Alyssa Cantu Łukasz Gottwald Rocco Valdes Ryan Ogren                                                                                    | Dr. Luke                                          | 3:36         |
| 11.                 | «Everybody» (при участии Lil Uzi Vert)                | Maraj Symere Woods Isaiah Henry Goods Jesper Mortensen                                                                                        | DJ Smallz 732 Kobang [c]                          | 3:00         |
| 12.                 | «Big Difference»                                      | Maraj Michael Mulé Isaac De Boni Keanu Torres Jahmal Gwin Marcus Slade Derrick Gray                                                           | FnZ Keanu Beats BoogzDaBeast Slade Da Monsta      | 3:11         |
| 13.                 | «Red Ruby da Sleeze»                                  | Maraj Kevin Price Darryl McCorkell Goods Kirsten Spencer Josiah Muhammad Irvin Winslow Lumidee Cedeño Teddy Mendez Edwin Perez Steven Marsden | Go Grizzly Cheeze Beatz                           | 3:34         |
| 14.                 | «Forward from Trini» (при участии Skillibeng и Skeng) | Maraj Emwah Warmington Kevon Douglas Sebastian Loers Emelio Lynch Rowan Melhado Dave Kelly                                                    | Basbeats Melio Sounds [a]                         | 2:33         |
| 15.                 | «Pink Friday Girls»                                   | Maraj Jeremy Reid Cantu Ogren Robert Hazard                                                                                                   | J Reid                                            | 2:46         |
| 16.                 | «Super Freaky Girl»                                   | Maraj Gottwald Lauren Miller Vaughn Oliver Aaron Joseph Gamal Lewis James Johnson Jr. Alonzo Miller                                           | Dr. Luke Malibu Babie Oliver Joseph               | 2:50         |
| 17.                 | «Bahm Bahm»                                           | Maraj Goods Jessica Carpenter | Kobang Jess Carp                                  | 2:21         |
| 18.                 | «My Life»                                             | Maraj Donald Cannon Sean Momberger Goods Deborah Harry Christopher Stein                                                                      | Don Cannon Momberger                              | 2:44         |
| 19.                 | «Nicki Hendrix» (при участии Фьючера)                 | Maraj Nayvadius Wilburn Brandon Hamlin Vincent Shaw                                                                                           | B Ham Vincent "Life" Shaw                         | 4:24         |
| 20.                 | «Blessings» (при участии Tasha Cobbs Leonard)         | Maraj Natasha Leonard Benjamin Saint Fort Jeremiah Raisen Christian Astrop                                                                    | Bnyx SadPony Beau Nox                             | 3:34         |
| 21.                 | «Last Time I Saw You»                                 | Maraj Canady Lesidney Ragland Colin Franken Miller Alex Bak                                                                                   | ATL Jacob TooDope! Frankie Bash Hendrix Smoke Bak | 3:36         |
| 22.                 | «Just the Memories»                                   | Maraj Georges Olivier Habib Defoundoux Moses Davis Lynford Marshall Colin York John Bristol Jerry Butler James Dean John Glover               | Bone Collector Defoundoux                         | 3:55         |
| Общая длительность: | Общая длительность:                                   | Общая длительность: | Общая длительность:                               | 70:14        |

| №                   | Название                                     | Автор(ы) | Producer(s)                                       | Длительность |
| ------------------- | -------------------------------------------- | --- | ------------------------------------------------- | ------------ |
| 1.                  | «Just the Memories»                          | Maraj Olivier Defoundoux Davis Marshall York Bristol Butler J. Dean Glover                                                                                   | Bone Collector Defoundoux                         | 3:55         |
| 2.                  | «Big Difference»                             | Maraj Mulé De Boni Torres Gwin Slade Gray | FnZ Keanu Beats BoogzDaBeast Slade Da Monsta      | 3:11         |
| 3.                  | «Red Ruby da Sleeze»                         | Maraj Go Grizzly Cheeze Beatz Tate Kobang Lumidee Cedeño Kirsten Allyssa Spencer Teddy Mendez Steven Marsden Josiah Nasir Muhammad Irvin Winslow Edwin Perez | Go Grizzly Cheeze Beatz Kobang                    | 3:34         |
| 4.                  | «My Life»                                    | Maraj Cannon Momberger Goods Harry Stein | Cannon Momberger                                  | 2:44         |
| 5.                  | «RNB» (при участии Лила Уэйна и Tate Kobang) | Maraj Carter Goods Taylor Ratešić | Kobang YG! Beats Dystinkt Beats                   | 3:04         |
| 6.                  | «Fallin 4 U»                                 | Maraj Canady Bunton | ATL Jacob DB!                                     | 3:50         |
| 7.                  | «Last Time I Saw You»                        | Maraj Jacob Canady Alex Bak Colin Franken Derrick Miller Lesidney Ragland                                                                                    | ATL Jacob TooDope! Hendrix Smoke Bak Frankie Bash | 3:36         |
| 8.                  | «Everybody»                                  | Maraj Woods Henry Goods Mortensen | DJ Smallz 732 Kobang [c]                          | 3:00         |
| 9.                  | «Super Freaky Girl»                          | Maraj Gamal Lewis James Miller Gottwald Joseph Miller Oliver                                                                                                 | Dr. Luke Malibu Babie Oliver Joseph               | 2:50         |
| 10.                 | «Bahm Bahm»                                  | Maraj Goods Carpenter | Kobang Jess Carp                                  | 2:21         |
| Общая длительность: | Общая длительность:                          | Общая длительность: | Общая длительность:                               | 32:05        |

Примечания
- ↑  сопродюсер
- ↑  дополнительный продюсер

## Чарты
| Чарт (2023)                            | Высшая позиция |
| -------------------------------------- | -------------- |
| Австралия (ARIA)                       | 3              |
| Australian Hip Hop/R&B Albums (ARIA)   | 1              |
| Австрия (Ö3 Austria)                   | 31             |
| Бельгия/Фландрия (Ultratop)            | 13             |
| Бельгия/Валлония (Ultratop)            | 13             |
| Канада (Canadian Albums Chart)         | 2              |
| Дания (Hitlisten)                      | 33             |
| Нидерланды (Album Top 100)             | 7              |
| Финляндия (Suomen virallinen lista)    | 31             |
| Франция (SNEP)                         | 20             |
| Германия (Offizielle Top 100)          | 41             |
| Венгрия (MAHASZ)                       | 32             |
| Icelandic Albums (Plötutíðindi)        | 39             |
| Ирландия (Irish Albums Chart)          | 9              |
| Италия (Classifica album)              | 61             |
| Lithuanian Albums (AGATA)              | 42             |
| Новая Зеландия (RMNZ)                  | 3              |
| Nigerian Albums (TurnTable Top 50)     | 16             |
| Норвегия (VG-lista)                    | 10             |
| Португалия (AFP)                       | 194            |
| Шотландия (Scottish Albums Chart)      | 23             |
| Испания (PROMUSICAE)                   | 42             |
| Швеция (Sverigetopplistan)             | 32             |
| Швейцария (Schweizer Hitparade)        | 6              |
| Великобритания (UK Albums Chart)       | 3              |
| Великобритания (UK R&B Albums Chart)   | 1              |
| США (Billboard 200)                    | 1              |
| США (Billboard Top R&B/Hip-Hop Albums) | 1              |

## История выпуска
| Регион | Дата           | Формат(ы)                            | Лейбл(ы)                                   | Издания     | Ист.   |
| ------ | -------------- | ------------------------------------ | ------------------------------------------ | ----------- | ------ |
| Мир    | 8 декабря 2023 | CD цифровая дистрибуция стримминг LP | Republic Records Young Money Entertainment | Стандартное | [ 84 ] |